# ルスラン・チウメンバエフ
ルスラン・チウメンバエフ（Ruslan Tumenbaev、1986年5月28日 - ）は、キルギスのレスリング選手。2008年北京オリンピックレスリンググレコローマンスタイル60kg級の銅メダリストである。
チウメンバエフは、2008年北京オリンピックレスリンググレコローマン60kg級に出場。準決勝まで勝ちあがるが、この大会金メダルを獲得したロシアのイスラム・アルビエフに敗れた。しかし銅メダルをかけた3位決定戦では、2004年アテネオリンピックのこの階級で銀メダルを獲得しているキューバのロベルト・モンソンを下し、銅メダルを手にした。

## 実績
- オリンピック
  - 2008年北京オリンピック　銅メダル
- アジア大会
  - 3位　2006年
- ヨーロッパ選手権
  - 3位　2007年